# Wires
Pour les articles homonymes, voir Wire.
Pour le footballeur brésilien, voir Wires (football).
Singles de Athlete
Westside
(2003) Half Light
(2005)
Pistes de Tourist
Trading Air If I Found Out
Wires est une chanson du groupe anglais Athlete, tiré de leur second album, Tourist. Il fut mis en vente le 17 janvier 2005 en prélude de la sortie de l'album, et lui assura un gros succès et la reconnaissance. 
La chanson a été écrite par le chanteur et guitariste du groupe, racontant la naissance prématurée de sa fille.
Il s'agit du single le mieux classé et le plus vendu du groupe.

## Différents formats disponibles
- 7"

1. Wires
2. Transformer Man

- CD

1. Wires (version radio)
2. Never Running Out

- Maxi-CD

1. Wires (version radio)
2. Never Running Out
3. Get It Back
4. Wires (vidéo)